# Francia Raísa
Francia Raísa Almendárez (Los Ángeles, California, 26 de julio de 1988) es una actriz estadounidense, es acreditada algunas veces como Francia Almendárez, Raísa es más notable por sus papeles en Bring It On: All or Nothing, donde interpreta a una cheerleader llamada Leti, The Secret Life of the American Teenager como Adrienne Lee, o The Cutting Edge 3: Chasing the Dream como Alejandra "Alex" Delgado y retomando su papel en The Cutting Edge: Fire & Ice.

## Vida personal
Raísa nació y se crio en el sur de California, hija de Renán Almendárez Coello y Virginia Pelayo. Es medio hondureña y mexicana, además, tiene dos hermanas menores: Italia e Irlanda. Pocos años después de que Raísa naciera, su padre se incorporó a radio Latin "El Cucuy". Asistió a Bishop Alemany High School donde fue una "cheerleader".
A la temprana edad de cinco años, Raísa comenzó a tomar clases de danza destacando los siguientes estilos: tap, jazz, acrobacia, hip hop y danza polinesia. Ella también fue a clases de karate y patinaje sobre hielo.
Es amiga de la actriz y cantante Selena Gomez, con quien bailó al ritmo de "Everybody Knows" de Dustin Tavella en un vídeo coreográfico que ya cuenta con más de 6 millones de reproducciones.
Debido a que Gómez padece de lupus, Francia donó uno de sus riñones para el trasplante que necesitaba.

## Trayectoria
Raísa comenzó a audicionar, para actuar, en su penúltimo año de secundaria modelando para anuncios impresos y apareciendo en anuncios publicitarios. Ella apareció como actriz invitada en las comedias American Family: Journey of Dreams y Over There. Apenas un mes después de su último año, ella consiguió uno de sus primeros papeles principales, protagonizando junto a Hayden Panettiere Bring It On: All or Nothing.  Ha sido coprotagonista de la película de Nickelodeon Shredderman Rules, donde interpreta a Isabel y en The Cutting Edge 3: Chasing the Dream, como Alejandra Delgado. Del 2008 al 2013 desempeñó el papel de Adrienne Lee en la exitosa serie dramática de ABC Family, The Secret Life of the American Teenager.
Raísa aparece en el video musical de Lil' Romeo «My Girlfriend» como Tamy en 2004.
Raísa actúa en el video musical de Iyaz «So Big». 
En el 2009, Raísa acude como estrella invitada a la serie de televisión de la red de EE. UU. In Plain Sight y repite su papel como protagonista en la secuela de The Cutting Edge: Fire & Ice de MGM en la primavera de 2010.
También ha coprotagonizado un cortometraje dirigido por David Henrie llamado Boo, que fue presentado en el 2009 en YouTube .
Francia, recientemente, [¿cuándo?] ha actuado en un vídeo musical del dúo pop Savvy & Mandy.

## Filmografía

### Cine
| Año  | Película                              | Personaje                | Notas                                      |
| ---- | ------------------------------------- | ------------------------ | ------------------------------------------ |
| 2006 | Bring It On: All or Nothing           | Leti                     | Directo a DVD                              |
| 2007 | Shredderman Rules                     | Isabel                   | Película de televisión                     |
| 2008 | ASD. Alma sin dueño                   | Joe                      | Protagonista femenina                      |
| 2008 | The Cutting Edge 3: Chasing the Dream | Alejandra 'Álex' Delgado | Película de televisión                     |
| 2009 | Fired Up                              | Marly                    | Cameo                                      |
| 2010 | Bulletface                            | María                    |                                            |
| 2010 | The Cutting Edge: Fire & Ice          | Alejandra 'Álex' Delgado | Película de televisión                     |
| 2013 | Chastity Bites                        | Katherine García         |                                            |
| 2013 | Strain                                | Lead Bully               | Cortometraje mudo de campaña anti-bullying |
| 2015 | Beyond Paradise                       | Shahrzad                 | Completado                                 |

### Televisión
| Año       | Título                                   | Personaje      | Episodios / Notas                            |
| --------- | ---------------------------------------- | -------------- | -------------------------------------------- |
| 2004      | American Family: Journey of Dreams       | Karina         |                                              |
| 2005      | Over There                               | Sawa           | Episodio: "The Prisoner"                     |
| 2009      | In Plain Sight                           | Olivia Morales | Episodio: "Jailbait"                         |
| 2012      | CSI: Crime Scene Investigation           | Erin Vickler   | Episodio: "Trends With Benefits"             |
| 2008–2013 | The Secret Life of the American Teenager | Adrienne Lee   | Rol principal                                |
| 2013      | The Mindy Project                        | Katie          | Episode: "Frat Party" (season 1: episode 23) |
| 2013      | WWE Raw                                  | Ella misma     |                                              |
| 2013      | Christmas Bounty                         | Tory           | Película para televisión                     |
| 2013      | A Snowglobe Christmas                    | Penny          | Película para televisión                     |
| 2015      | UnREAL                                   | Inez           | Piloto no salido al aire[cita requerida]     |
| 2016      | The Wrong Car                            | Gretchen       | Película para televisión                     |
| 2018      | Grown-ish                                | Ana Torres     |                                              |
| 2022-2023 | How I Met Your Father                    | Valentina      | Rol principal                                |

### Videos musicales
| Año  | Video                          | Artista |
| ---- | ------------------------------ | ------- |
| 2015 | Gibberish (feat. Hoodie Allen) | MAX     |

## Premios y nominaciones
| Año  | Resultado | Premiación          | Categoría                                                   | Trabajo nominado                         |
| ---- | --------- | ------------------- | ----------------------------------------------------------- | ---------------------------------------- |
| 2011 | Ganadora  | ALMA Awards         | Favorite TV Actress: Leading Role in a Drama                | The Secret Life of the American Teenager |
| 2011 | Ganadora  | Gracie Allen Awards | Outstanding Female Rising Star in a Drama Series or Special | The Secret Life of the American Teenager |
| 2012 | Ganadora  | Teen Choice Awards  | Choice Scene Stealer: Female                                | The Secret Life of the American Teenager |
| 2012 | Ganadora  | Imagen Awards       | Best Young Actress in a Television Series                   | The Secret Life of the American Teenager |